# Giorgi Margvelasjvili
Giorgi Margvelasjvili (georgiska: გიორგი მარგველაშვილი), född 4 september 1969 i Tbilisi i Sovjetunionen, är en georgisk politiker. Han var Georgiens president mellan 2013 och 2019.  
Efter parlamentsvalet i Georgien 2012 utsågs han till utbildnings- och forskningsminister i Regeringen Ivanisjvili. Mellan februari och juli 2013 var han även första vice premiärminister åt Bidzina Ivanisjvili. Den 17 november 2013 tillträdde Margvelasjvili som Georgiens president. 
Den 11 maj 2013 nämndes han till Georgiska drömmens kandidat till presidentvalet i Georgien 2013 som hölls den 27 oktober. Han är inte medlem i något politiskt parti men stöddes under valet av Georgiska drömmen.

## Utbildning och karriär
Margvelasjvili föddes i Georgiens huvudstad Tbilisi och graduerade från Tbilisis universitet 1992 med en examen i filosofi. Han fortsatte sina studier vid Centraleuropeiska universitetet i Budapest, Ungern mellan 1992 och 1993 vid det filosofiska institutet. Mellan 1993 och 1996 studerade han vid Georgiens vetenskapsakademi. 1998 tog han doktorsexamen vid Tbilisis universitet. På tidiga 1990-talet arbetade han som bergsguide vid Kaukasus-resebyrån. Han arbetade vid National Democratic Institute for International Affairs Tbilisikontor som programkonsult 1995 och arbetade där tills han anslöt sig till institutet för offentlig verksamhet som bildades år 2000.
Han tjänade i två perioder som rektor över institutet (GIPA), dels mellan 2000 och 2006 samt 2010 till 2012. Däremellan styrde han dess forskningsavdelning mellan år 2006 och 2010.

## Politisk karriär
Fram till 2012 hade Margvelasjvili enbart varit kortvarigt politiskt engagerad. 2003 gick han med i oppositionsblocket Burdzjanadzedemokraterna och 2008 var han återigen sammankopplad med Nino Burdzjanadze då han var medlem i styrelsen för Burdzjanadzes tankesmedja. Under valet 2012 stödde Margvelasjvili öppet Bidzina Ivanisjvilis oppositionskoalition dock utan att själv vara inblandad i valkampanjen.
Efter att Ivanisjvili segrat i parlamentsvalet 2012 utnämnde han Margvelasjvili till landets utbildnings- och forskningsminister. I februari 2013 gavs han även titeln förste vice premiärminister då han ersatte Irakli Alasania.
11 maj 2013 utnämnde Georgiska drömmen-koalitionen Margvelasjvili till sin kandidat i presidentvalet som kom att hållas den 27 oktober 2013. Valet av Margvelasjvili fattades enligt premiärminister Ivanisjvili enhälligt. Inför valet avgick Margvelasjvili från sin ministerpost den 18 juli och efterträddes av Tamar Sanikadze.
I valet segrade Margvelasjvili över den närmaste konkurrenten Davit Bakradze från Enade nationella rörelsen. Han var den enda kandidaten som fick över 1 miljon röster vilket gav en andel på 62,11% av rösterna medan Bakradze kom tvåa på 21,73%. Margvelasjvili kom att tillträda den 17 november 2013 då han efterträder Micheil Saakasjvili. Den 18 december 2018 efterträddes han på presidentposten av Salomé Zurabisjvili.

## Privatliv
Utöver sitt modersmål georgiska talar Margvelasjvili flytande engelska och ryska. Han har nämnt stickning som en av sina hobbyer. Margvelasjvili har sällan kommenterat sitt privatliv. Han har en dotter, Ana (född 1993). Han är för närvarande ogift och är tillsammans med makeupartisten Maka Tjitjua (född 1965).